# Kristín Vala Ragnarsdóttir

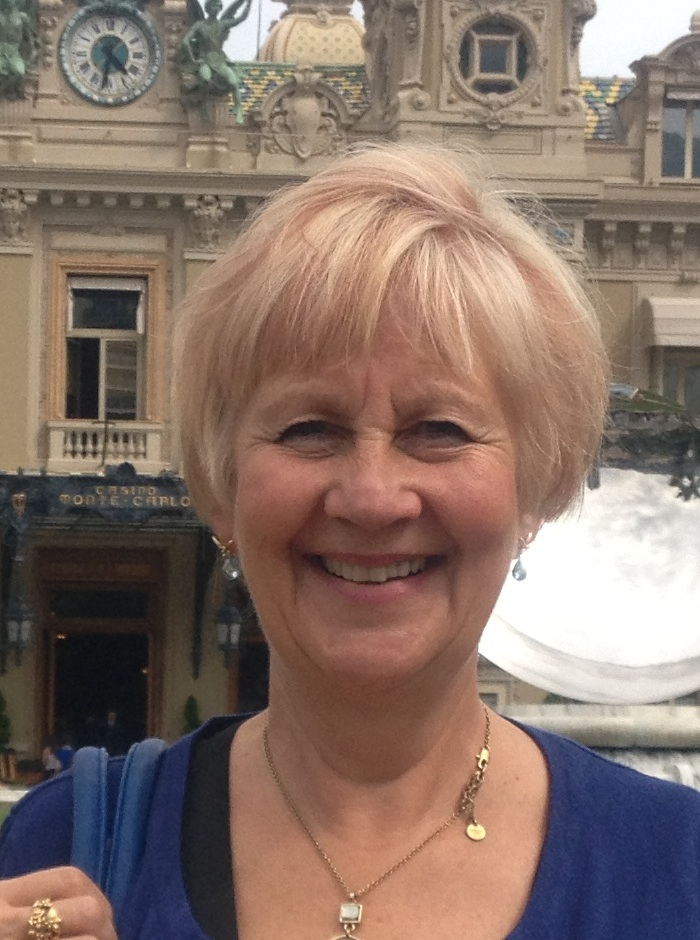
Kristín Vala Ragnarsdóttir (2013)

Kristín Vala Ragnarsdóttir (* 1954) ist eine isländische Geowissenschaftlerin an der Universität von Island. Ihr Forschungsschwerpunkt liegt auf der Nachhaltigkeit.

## Beruflicher Werdegang
Kristín Vala Ragnarsdóttir, die es vorzieht, bei ihrem Vornamen Vala genannt zu werden, studierte von 1975 bis 1979 Geologie und Geographie an der Universität von Island und von 1981 bis 1984 geologische Wissenschaften an der Northwestern University in Evanston, Illinois in den USA. Von 1986 bis 1987 war sie als Postdoctoral Fellow am Institut de physique du globe de Paris tätig und von 1988 bis 1989 als Assistenzprofessorin an der Northwestern University. Von 1989 bis 2008 war sie wissenschaftliche Mitarbeiterin für Geowissenschaften an der University of Bristol und später Professorin für Geowissenschaften mit dem Fokus auf ökologische Nachhaltigkeit. Anschließend war sie bis 2012 Dekanin der Fakultät für Ingenieur- und Naturwissenschaften an der Universität von Island in Reykjavík. Seit 2012 ist sie dort Professorin für Geowissenschaften am Institute for Earth Sciences. Sie war die erste Frau, die einen Lehrstuhl an der University of Bristol innehatte, und die erste Frau, die in Island Dekanin einer Fakultät wurde.
Vala ist Mitglied zahlreicher akademischer Institutionen, darunter seit 2012 der Academia Europaea, der Norwegischen Akademie der Wissenschaften und der Icelandic Academy of Science. Sie ist Fellow der Royal Society of Arts, Distinguished Fellow des Schumacher Institute und ein Mitglied der Wellbeing Economy Alliance. Sie ist Mitglied des Nachhaltigkeits-Think Tanks der sogenannten Balaton Group (offiziell International Network of Resource Information Centers) und des Club of Rome. Zudem ist sie Redaktionsmitglied mehrerer wissenschaftlicher Zeitschriften wie etwa der Anthropocene Review und der BioPhysical Economics and Sustainability.
Laut einer Veröffentlichung des globalen Netzwerks Wellbeing Economy Alliance konzentrieren sich Valas Engagement, ihre Veröffentlichungen und ihre Lehrtätigkeit auf die Bewertung natürlicher Ressourcen und ihrer Verbindung zur Wirtschaft, die Entwicklung von Strukturen und Indikatoren für eine Ökonomie des Wohlergehens, die Bestimmung von Indikatoren für die Nachhaltigkeit von Böden, die Entwicklung von Strukturen für nachhaltige Gemeinschaften mit Schwerpunkt auf der Ernährungssicherheit und die Vorstellung einer nachhaltigen Zukunft. Ihre jüngsten Interessen seien die nachhaltigen Entwicklungen im Energiebereich, die Untersuchung von Korruption und die Entwicklung von Grundlagen für die Bioökonomie.
Sie habe, so berichtete Vala im Jahr 2019, im Jahr 2000 ihre „Erleuchtung“ gehabt, als sie in Bristol den inzwischen verstorbenen Richard St. George vom Centre for Alternative Technology kennenlernte. Die Gespräche mit ihm bewegten sie, sich mit der Idee der Nachhaltigkeit im Zusammenhang mit den Geowissenschaften zu beschäftigen. In Island arbeitet sie innerhalb mehrerer wissenschaftlicher Gremien mit der Regierung zusammen, so an der Entwicklung von Indikatoren für die Nachhaltigkeit von Böden, an der nationalen Ernährungssicherheit, an der Zugänglichkeit von Ressourcen und an der Schaffung von Bedingungen für nachhaltige Gemeinschaften. Über ihr wissenschaftliches Engagement hinaus ist Vala Mitglied der isländischen Piratenpartei und hat deren Politik in den Bereichen Umwelt, Klima und Nachhaltigkeit maßgeblich mitgestaltet.

## Ehrungen
Kristín Vala erhielt den Award of Excellence Furthering Sustainability and Equality Learning des Schumacher Institute. Sie war Mitpreisträgerin des Times Higher Education Supplement (THES) Award für die Universität Bristol für ihren herausragenden Beitrag zur nachhaltigen Entwicklung.

## Publikationen
Im Laufe ihrer Karriere hat Kristín Vala über 100 Forschungsartikel, Buchkapitel und Bücher veröffentlicht.